# Acubens
Acubens (arabsky al-zubáná – klepeto), Sertan (arabsky saraţán – rak, krab) je astrometrická dvojhvězda v souhvězdí Raka (α Cnc / α Cancri / Alfa Cancri). Její složky mají zdánlivou jasnost 4,26m a 11m. Na obloze jsou od sebe vzdálené 11,5". Jasnější složka je nejjasnější hvězdou v souhvězdí Raka a patří do spektrálního typu A5m. Slabší složka je pravděpodobně proměnnou hvězdou, jejíž zdánlivá jasnost se mění s amplitudou 0,03m-0,06m. Vzdálenost Acubens od Země je přibližně 174 ly.